# 東エネディ州
東エネディ州(ひがしエネディしゅう、フランス語: Région de l'Ennedi Est)は、チャド北東部の州。州都はアムジャラス。

## 設立まで
2012年9月4日にエネディ州が東西分割され設置された。
2008年まで存在した東エネディ県の領域と一致する。

## 行政区画[2]
| 県               | 県都           | 市                                   |
| ---------------- | -------------- | ------------------------------------ |
| アムジャラス県   | アムジャラス   | アムジャラス、カウラ、ドジュナ、バオ |
| ワディ・ハワル県 | ワディ・ハワル | バハイ、ビードゥアニ                 |